# Geiger (tidsskrift)
 For alternative betydninger, se Geiger. (Se også artikler, som begynder med Geiger)
Geiger (ISSN 1600-8871) var et dansk musiktidsskrift, der havde fokus på eksperimenterende, alternative og avantgarde-musik. Bladet havde redaktion på PROMUS – produktionscenteret for rytmisk musik i Århus.
Musiktidsskriftet Geiger startede december 1999. Foruden tidsskriftet hørte en hjemmeside til bladet (ISSN 1901-3558. Bladet var gratis og omdeltes to gange årligt til danske kultur- og uddannelsesinstitutioner, samt caféer og spillesteder. Geiger blev udgivet i samarbejde med ROSA – Dansk Rock Samråd.
I forlængelse af bladets redaktionelle linje, arrangeredes desuden koncerter. Det er således også Geiger, der arrangerer den årligt tilbagevendende, internationale Lyd+Litteratur'-festival, der har fokus på feltet mellem musik og litteratur. Desuden er man hovedarrangør af Fanø Free Folk Festival, der præsenterer eksperimenterende musik på Fanø. Blandt øvrige navne, der er arrangeret koncerter med er Lydia Lunch, Scanner, Pita, Max Richter, Billy Childish, Efterklang, AGF, Asmus Tietchens, Henry Grimes og Thomas Köner.
Geiger var medlem af Foreningen af Danske Kulturtidsskrifter.

## Pladeselskab
Som en søsteraktivitet til bladet findes pladeselskabet Geiger Records, der i samarbejde med Litteraturen på Scenen præsenterer samarbejder mellem forfattere og musikere.